# Sebastiano Visconti Prasca
Sebastiano Visconti Prasca (27. února 1883 – 25. února 1961) byl italský generál.

## Kariéra
Pocházel ze šlechtického rodu Visconti. Působil napřed jako vojenský atašé v Bělehradě v letech 1924-30. V roce 1934 stál v čele italské komise v Sársku, poté působil jako vojenský atašé v Paříži a v Berlíně. V roce 1938 převzal velení 2. rychlé divize Emanuele Filiberto Testa di Ferro. V době svého sárského působení vydal publikaci s výmluvným názvem Blesková válka, kde přesvědčivě razil teorii překvapivého, rychlého a rozhodujícího úderu, který sám o sobě rozhodne válku. Když na jaře 1940 převzal velení nad italskými jednotkami v Albánii, rozhodl se uvést svou teorii do praxe a přesvědčil Mussoliniho, aby mohl napadnout Řecko. Místo triumfu však útok skončil ostudným debaklem a jeho odvoláním.

## Kuriozita
Ironií osudu tak vešla blesková válka do všeobecného povědomí pod německým názvem Blitzkrieg zásluhou německé armády, která tuto teorii nezávisle na Italech uvedla v život, díky čemuž je většina laické veřejnosti dodnes přesvědčena, že vynálezci termínu blesková válka jsou Němci.